# Anelaphus extinctus
Anelaphus extinctus là một loài bọ cánh cứng trong họ Cerambycidae.